# Список грецьких країн та регіонів
Список грецьких країн та регіонів включає в себе імперії, країни, держави, автономні області та території, які на сучасному етапі або в минулому відповідають наступним критеріям:
- етнічна більшість греків
- грецька мова як офіційна мова
- правлячий клас переважно грецький

## Античність (до 330 н.е.)

### Міста-держави
За всю історію Стародавньої Греції істориками встановлено існування від 1500 до 2000 полісів (в тому числі колонії Великої Греції та інших регіонів). Найзначніші з них:
- Стародавні Афіни (1796—338 до н. е.).
- Спарта (11 століття — 195 до н. е.).
- Коринф (7 століття — 337 до н. е.).
- Фіви (? — 338 до н. е.).
- Еретрія (? — 338 до н. е.).
- Халкіда (? — 338 до н. е.).
- Сиракузи (734 — 212 до н. е.).

### Королівства, імперії та союзи
- Мікенське царство (бл. 2110 — 1100 до н. е.).
- Епірське царство (? — 167 до н. е.).
- Македонське царство (808 — 146 до н. е.).
  - Імперія Александра Македонського (334 — 323 до н. е.).
- Киренське царство (632-30 до н. е.).
- Одріське царство (475 — 46 до н. е.)
- Етолійський союз (370 — 189 до н. е.): конфедерація грецьких міст-держав.
- Держава Селевкідів (312 — 63 до н. е.).
- Єгипет Птолемеїв (305-30 до н. е.).
- Понтійське царство (302 — 64 до н. е.).
- Ахейський союз (256 — 146 до н. е.): конфедерація грецьких міст-держав.
- Греко-бактрійське царство (250 — 125 до н. е.).
- Індо-грецьке царство (180-10 до н. е.).
- Коммагенське царство (163-72 до н. е.).
- Римська імперія (27 до н. е. — 330 н. е.): грецька мова мала офіційний статус.

## Середні віки (330—1453)
- Візантійська імперія (330—1453)

### Наступники Візантійської імперії
- Епірський деспотат (1205—1479)
- Нікейська імперія (1204—1261), який відновив Візантійську імперію в 1261.
- Трапезундська імперія (1204—1461)
- Морейський деспотат (1308/1348-1460)

### Держави хрестоносців
- Графство Едеси (1098—1149)
- Князівство Антіохії (1098—1268) Єрусалимського королівства (1099 — 1291): хрестоносець стан з частково грецьке населення.
- Єрусалимське королівство
- Графство Триполі (1102—1289)
- Графство Кефалонія і Закінф (1185—1479): частина Сицилійського королівства з грецькою етнічною більшістю.
- Кіпрське королівство (1192—1489)
- Латинська імперія (1204—1261)
- Королівство Фессалонікійське (1202—1224)
- Князівство Неопатрія (1204—1390)
- Маркграфство Бодоніца (1204—1414)
- Князівство Ахейське (1205—1432)
- Герцогство Афінське (1205—1458)
- Аргос і Навплія (1205—1388)
- Наксоське герцогство (1207—1579)
- Князівство Лесбос (1355—1462).
- Володіння Венеційської республіки в Греції:
  - Королівство Крит (1204—1669)
  - Кіпрське королівство (1489—1573)
  - Іонічні острови (до 1799)
  - Королівство Морея (бл. 1690—1715)
  - Сеньйорія Негропонте (1204—1470)

### Інші країни
- Велика Валахія (12-13 ст.)
- Феодоро (1204—1475).
- Добруджанське князівство (1320—1444)
- Критська Республіка (1332—1371)

## Сучасна епоха (після 1453)

### Незалежні держави
- Греція (1821 — нині)
- Кіпр (1960 — нині)

### Автономні області, сецесії або невизнані території
- Автономна чернеча держава на Святій Горі Афон: автономна область у складі Греції з 1913 року. Автономія від принаймні 943 року.
- Фанаріоти колишніх Дунайських князівств (1711—1821): автономні князівства під владою фанаріотів.
- Півострів Мані (17 століття — 1821): автономний або напів-автономний округ Османської імперії в Пелопоннесі
- Республіка Семи Островів (1800—1807): протекторат Російської та Османської імперії.
- Сполучені Штати Іонічних островів (1815—1864): протекторат Великої Британії.
- Східна Румелія (1878—1885): автономна держава під номінальним контролем Османської імперії
- Критська держава (1898—1913).
- Вільна держава Ікарія (1912): нетривалий час незалежна держава.
- Автонома Республіка Північного Епіру (1914): нетривалий час автономія Грецької держави в сучасній Південній Албанії/Північному Епірі
- Салонікська держава (1916—1917): нетривалий час оплот венізелістського тимчасового уряду, створеного в Македонії в період Національного розколу.
- Понтійська Республіка (1917—1919): нетривалий час держава понтійських греків.
- Іонічна автономія (1922): проголошена автономна область в Іонії, Малій Азії. Сучасне місто Ізмір в Туреччині.
- Острови Імброс і Тенедос (1923 — теперішній час): де-юре автономні області Туреччини, відповідно до статті 14 Лозаннського договору (1923); де-факто — територія Туреччини.